# Тарасовская (платформа)
Тара́совская — остановочный пункт Ярославского направления Московской железной дороги в Пушкинском городском округе Московской области, между селом Тарасовка с востока и посёлком Черкизово с запада.

## Описание
Платформа Тарасовская была открыта как полустанок в 1895 году и перестроена в 1903 году как платформа для дачного посёлка.
На остановочном пункте имеется две электрифицированные, не оборудованные турникетами островные платформы, соединённые подземным пешеходным переходом. До 2016—2017 годов платформа № 1 была боковой.
Ближайший к Российскому государственному университету туризма и сервиса остановочный пункт железной дороги. На расстоянии одного километра к востоку от платформы проходит Большая Тарасовская улица (до декабря 2015 часть федеральной автодороги М-8 «Холмогоры»).

## Отражение в культуре
- Станция Тарасовская присутствует в мультфильме «Приключения Васи Куролесова», но под названием Тарасовка.

## Общественный транспорт
| № маршрута автобуса | Станции железной дороги        | Конечные остановки  |
| ------------------- | ------------------------------ | ------------------- |
| 29                  | Клязьма, Мамонтовская, Пушкино | Пушкино             |
| 30 (без льгот)      | -                              | Черкизово — Мурашки |

## Фотографии

Вестибюль подземного перехода.
Островная платформа.
Островная платформа.